# Osdal
Osdal är en bebyggelse söder om Gasslången sydväst om Borås i Borås kommun. Från 2015 avgränsade SCB här en småort. Vid avgränsningen 2020 hade bebyggelsen växt samman med småorten Funningen och bildade därvid en tätort med det senare namnet